# Drahtlose Energieübertragung
Bei der drahtlosen Energieübertragung, auch als kontaktlose Energieübertragung, kabellose Leistungsübertragung oder kontaktlose Leistungsübertragung bezeichnet, wird elektrische Energie berührungslos von einem Objekt auf ein anderes übertragen. Wesentliche Eigenschaft ist, dass die zum Betrieb notwendige elektrische Energie nicht entlang elektrischer Leitungen und mittels elektrischer Kontakte zugeführt wird, sondern durch nicht drahtgebundene elektromagnetische Felder. Zu letzteren zählt auch Licht, beispielsweise in Form eines Laserstrahls.
Am weitesten verbreitet ist die Methode der induktiven Energieübertragung. Im Nahbereich von einigen Zentimetern weist diese einen vergleichsweise hohen Wirkungsgrad von ungefähr 90 % auf. Anwendungsbeispiele sind das Laden von Akkus in Mobilgeräten wie elektrischen Zahnbürsten oder Mobiltelefonen, ferner auch die Energieübertragung zwischen feststehenden und bewegten Maschinenteilen oder zwischen dem Fahrweg und darauf bewegten Fahrzeugen.

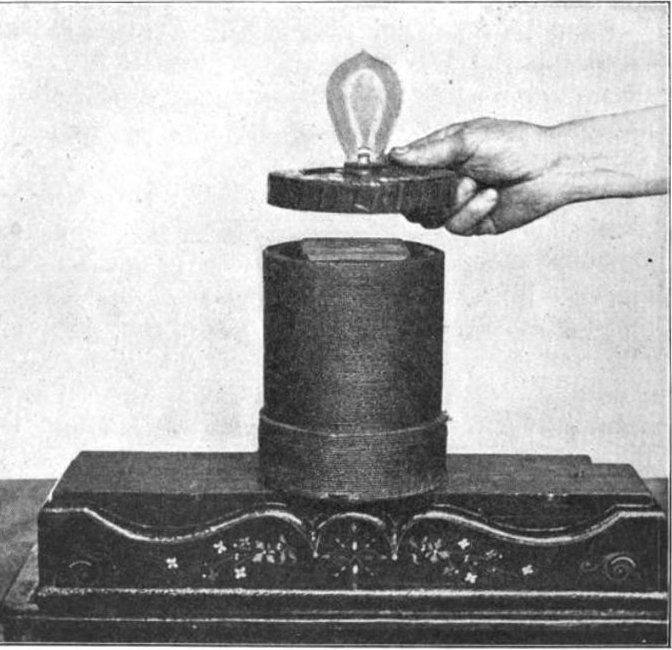
Eine Kohlenfadenlampe wird kontaktlos zum Leuchten gebracht. Eine drahtlose (induktive) Energieübertragung über einige Zentimeter um das Jahr 1910.

## Prinzip

Prinzip der drahtlosen Energieübertragung zwischen einem Sender (links) und Verbraucher (rechts)

Es wird bei der drahtlosen Energieübertragung zwischen zwei Prinzipien unterschieden, die sich in den physikalischen Eigenschaften unterscheiden:
1. Drahtlose Energieübertragungen im Nahfeld, auch als nicht strahlende Kopplung bezeichnet. Dazu zählt beispielsweise die induktive Kopplung basierend auf dem magnetischen Fluss. Häufig wird die Bezeichnung der drahtlosen Energieübertragung synonym für die induktive Energieübertragung verwendet, da diese in praktischen Anwendungen eine dominante Rolle einnimmt. Bei der nicht strahlenden Kopplung im Nahfeld spielen Wellenphänomene keine Rolle.
2. Energieübertragung im Fernfeld, auch als strahlende Energieübertragung bezeichnet, basierend auf elektromagnetischen Wellen. Dazu zählt neben Licht auch die Funktechnik, die neben der Hauptanwendung im Bereich der Signal- oder Nachrichtenübertragung prinzipiell auch zur Energieübertragung verwendet werden kann.

Die Unterschiede zwischen der Nahfeldkopplung und dem strahlenden Fernfeld liegen hauptsächlich in der Reichweite: Die Nahfeldkopplung ist bei technischen Anwendungen auf kurze Distanzen im Bereich einiger Zentimeter bis wenige Meter limitiert, während die Energieübertragung über das Fernfeld deutlich größere Distanzen überbrücken kann, aber bei technischen Anwendungen auf die Übertragung vergleichsweise sehr kleiner Leistungen limitiert ist. Der Grund liegt in der sogenannten Freiraumdämpfung, welche generell einen sehr geringen Wirkungsgrad weit unter 1 % zulässt.
Im Folgenden sind die wesentlichen Prinzipien der drahtlosen Energieübertragung dargestellt.

### Nahfeldübertragungen

#### Induktive Kopplung

Prinzip der induktiven Energieübertragung

Zur induktiven Energieübertragung wird im Sender mittels eines Oszillators ein magnetisches Wechselfeld erzeugt. Die Übertragung erfolgt mittels der Gegeninduktion zwischen zwei Spulen, einer Spule L1 im Sender und einer Spule L2 im Empfänger. In der Empfangsspule wird durch den Wechselstrom in der Sendespule eine Wechselspannung induziert, diese wird in Anwendungen wie dem Laden von Akkumulatoren gleichgerichtet und als Gleichspannung dem Verbraucher wie einem Laderegler zugeführt. Das Wirkprinzip entspricht dem eines Transformators mit loser Kopplung der beiden Spulen. In Grün sind in der Prinzipdarstellung die magnetischen Feldlinien der magnetischen Flussdichte B eingezeichnet.
Der Abstand zwischen den beiden Spulen stellt die drahtlose Übertragungsstrecke dar und sollte möglichst gering sein – typisch sind einige wenige Zentimeter bis zu einigen 10 cm Abstand. Bei größerem Abstand der beiden Spulen nimmt der Streufluss stark zu, womit die induktive Kopplung sinkt und der Wirkungsgrad sich verschlechtert. Typische Abstände, die mit diesem Verfahren überbrückt werden können, betragen ungefähr den Spulendurchmesser bis zum doppelten Spulendurchmesser, der verwendete Frequenzbereich reicht von einigen 10 kHz bis in den MHz-Bereich. Typische Anwendungen in diesem Bereich sind die RFID-Transponder, kontaktlose Ladegeräte oder die Energieversorgung zwischen sich bewegenden Maschinenteilen oder zwischen speziellen Schienensystemen und elektrisch betriebenen Fahrzeugen wie dem Transrapid.

#### Resonant induktive Kopplung

Prinzip der resonant induktiven Energieübertragung

Die resonante induktive Kopplung stellt eine Erweiterung der induktiven Kopplung dar mit dem Ziel, die nur geringe Reichweite zu vergrößern. Dazu werden, wie in nebenstehender Prinzipdarstellung dargestellt, in der Freiraumstrecke zwischen Sende- und Empfangsspule ein oder mehrere freie Schwingkreise angebracht. Jeder dieser Schwingkreise besteht aus einem Kondensator C und einer Spule L, deren Resonanzfrequenz auf die Übertragungsfrequenz abgeglichen ist. Die Resonanz zwischen den Schwingkreisen führt zu einer verbesserten magnetischen Kopplung zwischen Sende- und Empfangsspule bei der Übertragungsfrequenz. Dabei sollten die Schwingkreise einen möglichst hohen Gütefaktor aufweisen. Folge davon sind eine größere Reichweite und ein besserer Wirkungsgrad. Eine drahtlose Energieübertragung ist damit über eine Distanz in der Größenordnung des 4- bis 10-fachen Spulendurchmessers möglich.
So wurde im Jahr 2007 am Massachusetts Institute of Technology unter idealen Laborbedingungen mit einem Spulendurchmesser von 25 cm auf eine Distanz von 2 m eine elektrische Leistung von 60 W bei einem Wirkungsgrad um 40 % übertragen. Kommerziell wird die resonant induktive Kopplung unter Markennamen wie WiTricity oder etaLINK vermarktet.
Im Jahr 2013 wurde eine Arbeit veröffentlicht, welche unter anderem die Möglichkeiten der Wirkungsgradsteigerung durch den Einsatz resonant induktiver Koppler beleuchtet. Aus dieser geht hervor, dass der Wirkungsgrad der Energieübertragung bei einem gekoppelten Übertragungssystem im Nahfeld nur durch die Wahl der komplexen Lastimpedanz gesteigert oder gar maximiert werden kann. Soll auch die übertragene Leistung maximiert werden, ist neben der Anpassung der Last auch eine Anpassung an die Quelle erforderlich. Unter diesem Gesichtspunkt kann die Wirkungsweise der nebenstehenden Prinzipdarstellung näherungsweise so verstanden werden, dass die beiden äußeren Spulen die Anpassung an Quelle und Last bewirken und das mittlere, lose gekoppelte Spulenpaar zur Energieübertragung dient. Somit können auch stabile Wirkungsgrade von 93 % im kommerziellen Bereich erreicht werden.
Durch die Aufteilung in die beiden inneren, lose gekoppelten Energieübertragungsspulen und die äußeren Anpassungsspulen wird deutlich, dass die Anpassung nicht zwingend durch zusätzliche induktive Kopplungen erfolgen muss. Vielmehr ist es durch die Wahl entsprechender Anpassungsnetzwerke auch möglich, einen gleichen oder höheren Wirkungsgrad der Energieübertragung mit lediglich zwei Spulen zu erzielen.

#### Kapazitive Kopplung

Prinzip der kapazitiven Kopplung

Die kapazitive Kopplung basiert auf ähnlicher Grundstruktur wie die induktive Übertragung, nur wird dabei das elektrische Feld E zur drahtlosen Energieübertragung zwischen zwei Metallplatten verwendet. Diese Metallplatten stellen in der Bauform einen elektrischen Kondensator C dar, der Bereich zwischen den beiden Platten ist die Strecke der drahtlosen Energieübertragung. Gespeist werden die beiden Kondensatoren mit Wechselspannung, gewonnen aus einem Oszillator auf Senderseite. Auf der Verbraucherseite erfolgt eine Gleichrichtung, und die Gleichspannung wird dem eigentlichen Verbraucher zugeführt.
Die kapazitive Kopplung hat nur eine geringe praktische Bedeutung, da bei der Übertragung von höheren Leistungen hohe elektrische Spannungen im Zwischenraum zwischen den Metallplatten auftreten. Auch sollten die Abstände zwischen den Platten möglichst gering gehalten werden, um den Wirkungsgrad nicht zu stark zu reduzieren.

### Fernfeldübertragungen
Zur elektromagnetischen Energieübertragung werden elektromagnetische Wellen verwendet, das Prinzip entspricht den Verfahren wie bei der Übertragung von Radiosignalen. Die Energieübertragung im Fernfeld kann beispielsweise auch ein gerichteter Laserstrahl sein. Der Laserstrahl wird auf eine Photozelle als Empfänger gerichtet, die die optische in elektrische Leistung wandelt.
Während sich die Fernfeldübertragung in technischen Systemen gut zur Information- und Signalübertragung eignet, ist eine drahtlose Energieübertragung mit hohen Verlusten durch die Freifelddämpfung und durch die Verluste bei der Umwandlung wie bei einem Laser oder der Photozelle mit in Summe sehr geringen Wirkungsgraden verbunden. Praktisches Beispiel zur Energieübertragung wäre der Detektor-Empfänger, ein einfacher Radioempfänger für Mittelwelle, der in der Umgebung leistungsstarker Sender seine Stromversorgung nur aus dem Funksignal bezieht und keine zusätzliche Stromversorgung wie eine Batterie für den Betrieb benötigt. Wegen der in Summe nur sehr geringen Wirkungsgrade weit unter 1 % haben technische realisierbare drahtlose Energieübertragungen im Fernfeld, von wenigen speziellen Anwendungsfällen abgesehen wie etwa die RFID Technologie, so gut wie keine praktische Bedeutung.

## Standards und Normen

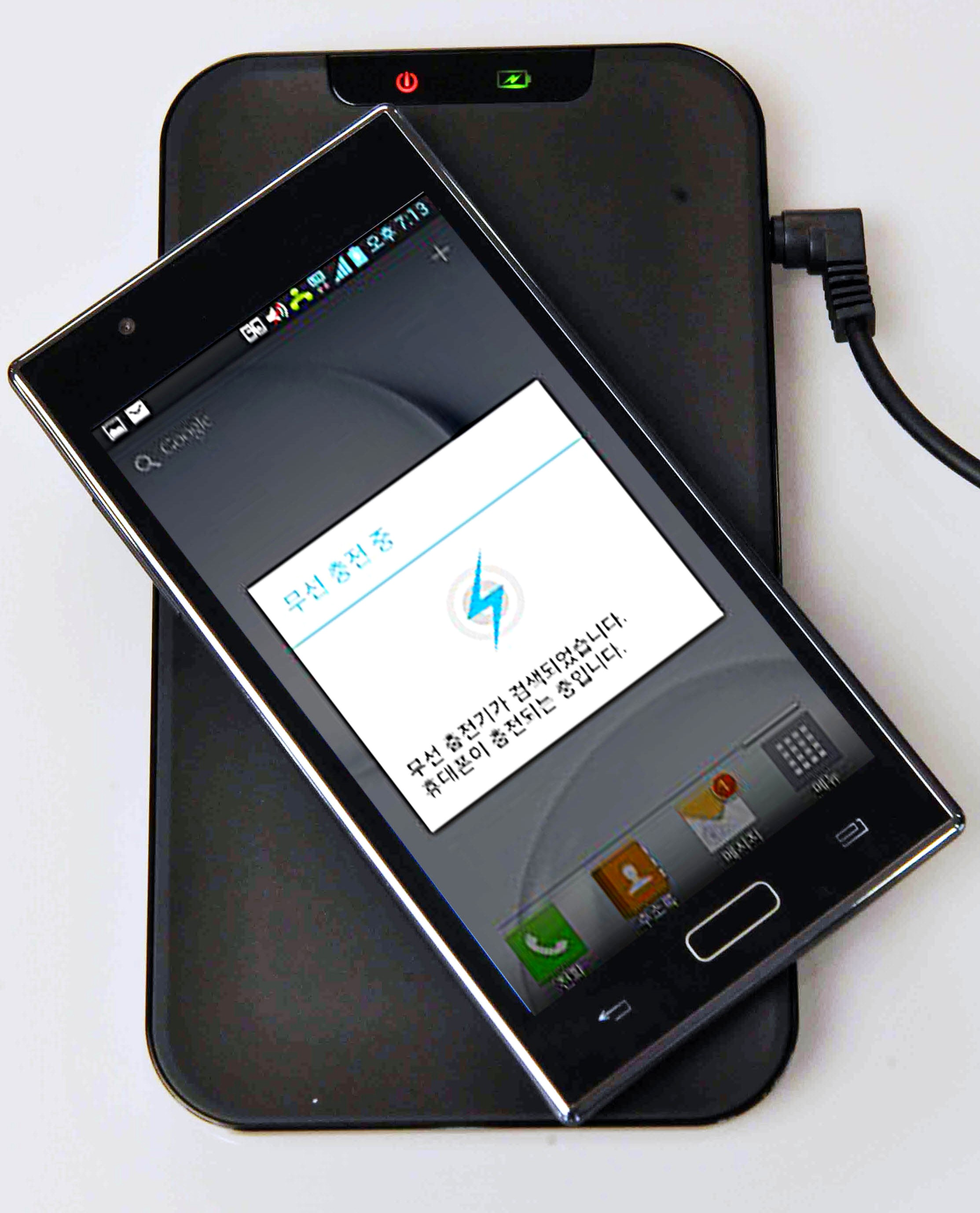
Kontaktlose Ladung eines Mobiltelefons
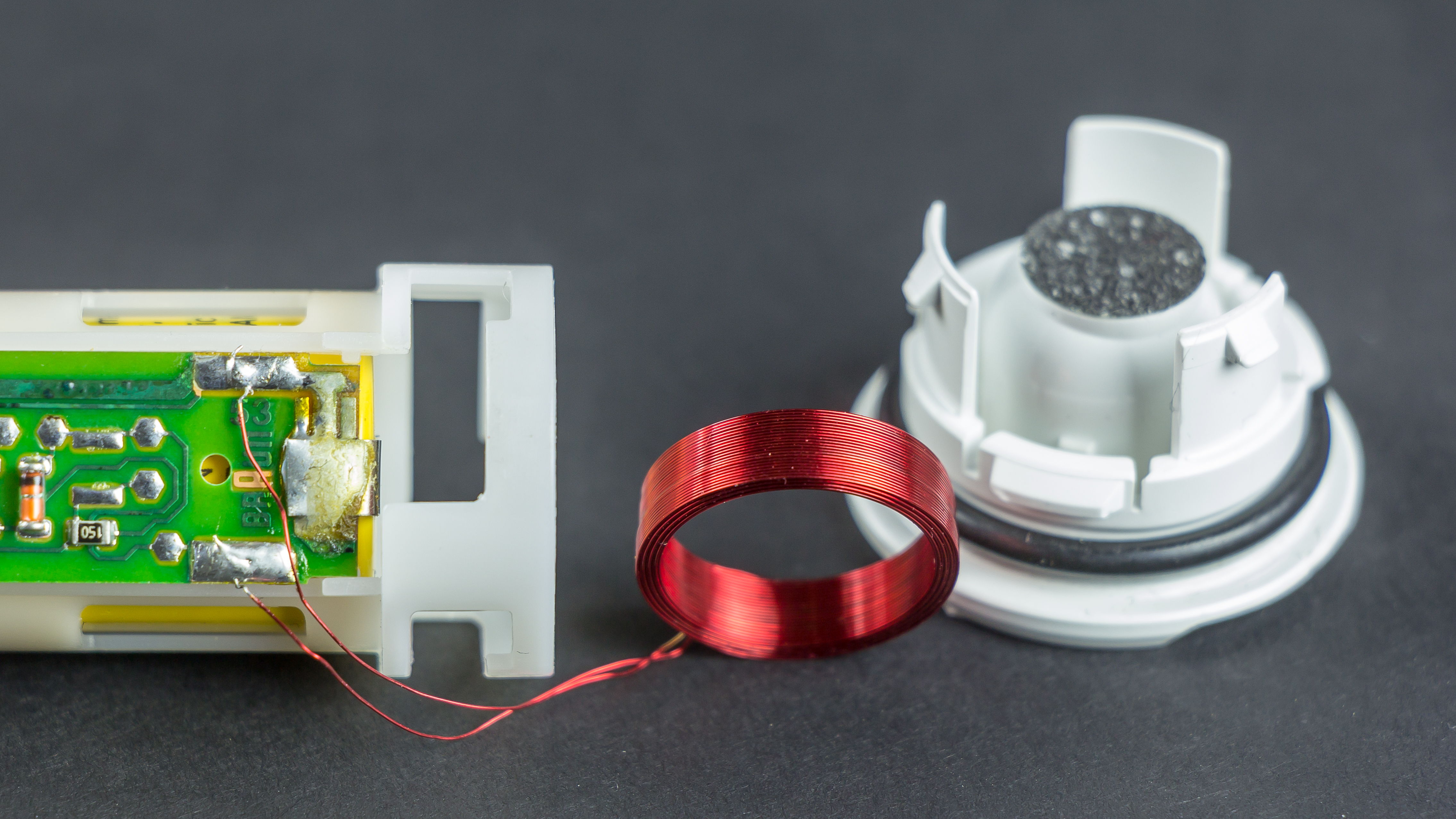
Freigelegte Induktionsspule einer elektrischen Zahnbürste
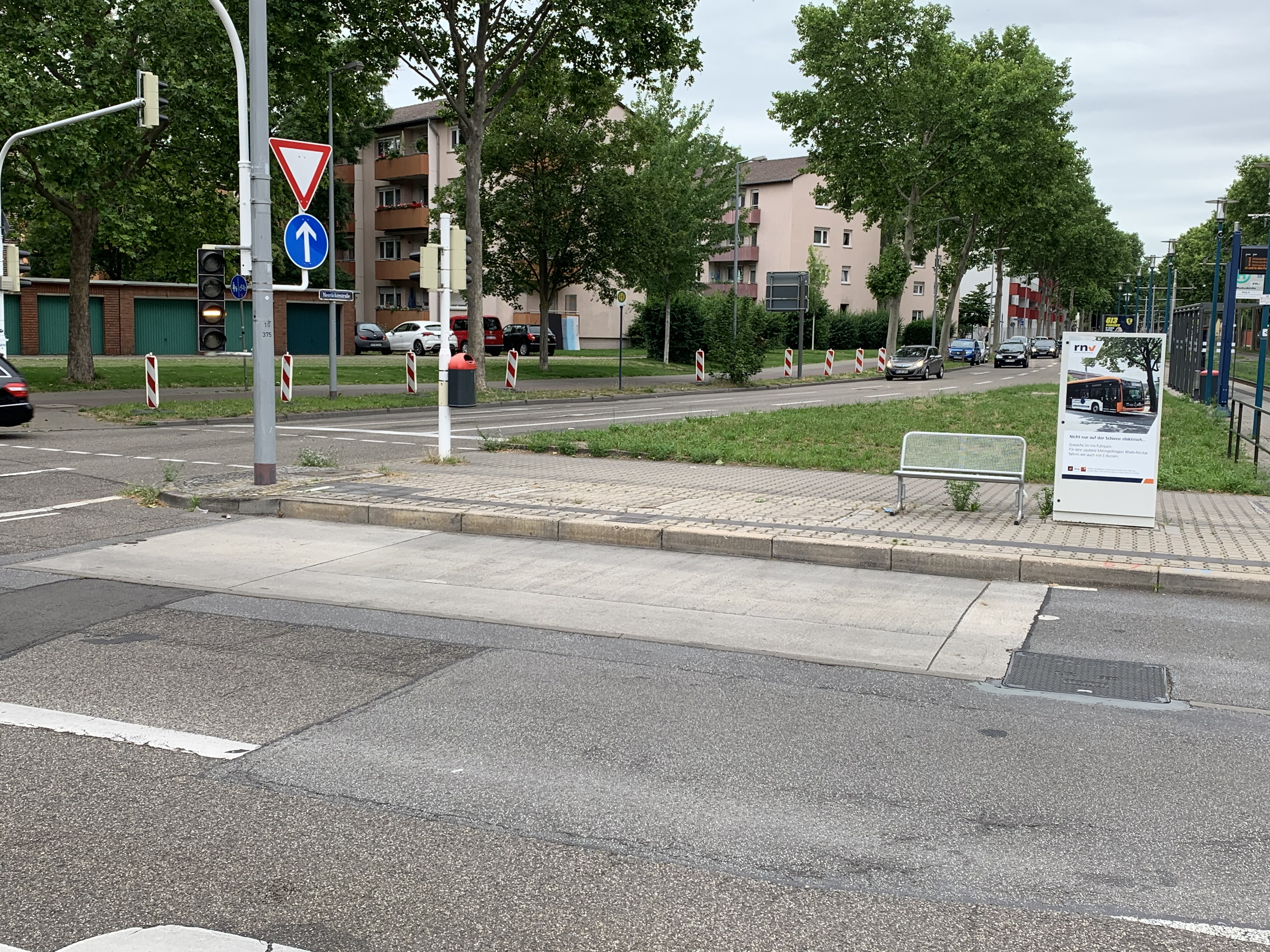
200kW Ladepad für Busse

Hauptsächlich für den Einsatz im Bereich von Mobilgeräten wie Mobiltelefonen und zum kabellosen Aufladen von eingebauten Akkumulatoren gibt es verschiedene Industriestandards, die eine gewisse Verbreitung besitzen und im Folgenden dargestellt sind.

### Qi
Am 17. Dezember 2008 wurde das internationale Wireless Power Consortium (WPC) gegründet, das die Einführung eines globalen Standards mit Namen Qi (chinesisches Wort für „Lebensenergie“, Aussprache [ˈt͡ʃiː]) für die Aufladung von elektronischen Produkten mit induktiver Kopplung vorsieht. Zu den über 200 Mitgliedern des Wireless Power Consortiums zählen Hersteller aus den Bereichen Mobiltelefone, Unterhaltungselektronik, Batterien, aber auch Netzwerkbetreiber, Möbelhersteller und Automobilzulieferer. Seit Mitte 2010 gibt es den Industriestandard Qi zur induktiven Energieübertragung zu Mobilgeräten bis 5 Watt. Mittlerweile unterstützt der Qi-Standard 1.2 eine Leistung von bis zu 15 Watt., allerdings wird "Fast Wireless Charging" bisher lediglich von einigen aktuellen Samsung Galaxy-Modellen unterstützt. Sowohl aktuelle Smartphones als auch einige ältere Modelle unterstützen den Qi-Standard für kabelloses Laden.

### AirFuel Induktiv (Powermat)
Die unter anderem von Procter & Gamble sowie von Powermat Technologies im März 2012 gegründete Power Matters Alliance (PMA) unterstützt einen von Powermat Technologies entwickelten Standard zur Ladung von Endgeräten mittels induktiver Kopplung. Aktuell gibt es nur wenige Geräte, die die Technologie unmittelbar selbst eingebaut haben, darunter die Samsung Galaxy S6/S6 Edge(+) bis Galaxy S8(+). Vielmehr werden hier entsprechende Ladeschalen und Akkus vertrieben, die in die jeweiligen Geräte eingesetzt werden. Die Powermat-Technologie ist auf Angebotsseite dadurch prominent, dass in diversen Starbucks- und McDonald’s-Filialen Auflademöglichkeiten angeboten werden.

### AirFuel Resonant (Rezence)
Das zunächst als englisch Wireless Power und mittlerweile als „Rezence“ bezeichnete Verfahren der Alliance for Wireless Power setzt eine resonante magnetische Kopplung ein. In der Alliance for Wireless Power haben sich verschiedene Industrieunternehmen, darunter Intel, Qualcomm, Samsung, Broadcom und Integrated Device Technology zusammengeschlossen. Im Februar 2014 haben die bis dahin miteinander konkurrierenden Konsortien der Verfahren Powermat und Rezence verkündet, für eine größere Interoperabilität beim kabellosen Laden zu sorgen, indem sie gegenseitig ihre Standards kompatibel machen.

### Elektrofahrzeuge
In der Deutschen Kommission Elektrotechnik Elektronik Informationstechnik (DKE) gibt es den Arbeitskreis AK 353.0.1, der Ende 2010 den Entwurf einer Anwendungsregel zum induktiven Laden von Elektrofahrzeugen erstellt hat.
Im September 2015 wurden auf der Internationalen Automobil-Ausstellung zwei induktive Ladesysteme gezeigt: Qualcomm präsentierte das Halo System, Bombardier-Transportation präsentierte ein PRIMOVE System für 3,6 kW und Audi das Audi Wireless Charging (AWC).

## Emission von elektromagnetischen Feldern
Bei der drahtlosen Energieübertragung gelten die, für die jeweiligen Produktgruppen angepassten, Standards und Normen zur elektromagnetischen Verträglichkeit (EMV) und zur elektromagnetischen Wirkung auf die Anwender im Rahmen der Elektromagnetischen Umweltverträglichkeit (EMVU) und deren Grenzwerte wie insbesondere die Grenzwerte der ICNIRP die Basis für viele lokale Standards sind.